# Charles IX (roi de Suède)
 (avril 2025).
Pour les articles homonymes, voir Charles, prince de Suède et Charles IX.
Charles IX de Suède (en suédois : Karl IX av Sverige) est un prince de la dynastie Vasa né le 4 octobre 1550 à Stockholm et mort le 30 octobre 1611 à Nyköping. Dernier fils de Gustave Ier, il est roi de Suède de 1604 à sa mort, après avoir assuré la régence du royaume dès 1599.

## Biographie
Étant le quatrième fils de Gustave Ier Vasa (qui avait rendu le trône héréditaire) et de Marguerite Lejonhufvud, il n'avait quasiment aucune chance d'accéder au trône ; pourtant, les événements font qu'il y parvient. Éric, son frère aîné, qui a succédé à Gustave, ayant soulevé la nation contre lui, Jean et Charles, ses frères, lèvent des troupes et le font déposer.
Les deux frères partagent le pouvoir ; mais Jean est nommé roi, et fait retourner Charles au rang de vassal, duc de Södermanland, Närke et de Värmland.
Jean III de Suède meurt le 17 novembre 1592. Sigismond de Suède, fils de Jean et de Catherine Jagellon, devait succéder à son père ; mais il est en Pologne, ayant été choisi, en 1584, pour régner sur les Polonais ; et, qui plus est, de religion catholique.
En 1592, Sigismond devient roi de Suède, mais Charles rassemble le Riksdag, et se fait confier le gouvernement.
Pour réduire à néant les ambitions et les droits de son neveu, Charles fait décréter en 1595 que le luthéranisme est la seule religion tolérée en Suède. Il réunit un Riksdag qui le proclame régent, et cette situation perdure avec différentes péripéties jusqu'en 1598 où les deux adversaires résolurent de régler le conflit par les armes. En 1598, Sigismond est battu à la bataille de Stångebro (en), et capitule.
En 1600, Charles organise un massacre à Linköping qui coûte la vie aux principaux membres du Conseil du royaume favorables à la monarchie constitutionnelle et partisans de Sigismond.
En 1604, les États, assemblés à Norrköping, donnent la couronne de Suède à Charles, duc de Södermanland, qui devient Charles IX. Ce dernier lance une expédition en Pologne, envahissant la Livonie, mais sans succès.
Jacob De La Gardie, général suédois originaire de France, est plus heureux contre les Russes, occupant même un moment Moscou.
En 1611, Christian IV de Danemark, alarmé par l'ambition affichée de Charles IX, déclare la guerre à la Suède et prend plusieurs places fortes dans le pays.
Charles meurt peu après, le 30 octobre 1611, laissant en héritage à son fils Gustave II (qu'il a eu de Christine de Holstein), âgé de seize ans, une guerre contre le Danemark, la Pologne, et la Russie. Il est inhumé dans la cathédrale de Strängnäs avec ses deux épouses.

## Mariages et descendance
En 1579, Charles épouse la princesse Marie de Palatinat-Wittelsbach (1561 – 1589), fille de l'électeur palatin Louis VI et d'Élisabeth de Hesse. Six enfants sont nés de cette union, donc cinq morts en bas âge :
- Marguerite-Élisabeth (24 septembre 1580 – 26 août 1585) ;
- Élisabeth-Sabine (12 mars 1582 – 6 juillet 1585) ;
- Louis (17 mars 1583 – 26 mai 1583) ;
- Catherine Vasa (1584 – 1638), épouse en 1615 le comte palatin Jean-Casimir du Palatinat-Deux-Ponts :
  - leur fils Charles X Gustave devient roi de Suède en 1654 à l'abdication de sa cousine germaine la reine Christine, et épouse Edwige-Éléonore de Holstein-Gottorp : ils sont les parents de Charles XI, les grands-parents paternels de Charles XII et de la reine Ulrique (dont le mari est le roi et landgrave Frédéric de Hesse-Cassel ; fin de cette branche sur le trône de Suède en 1751), et les arrière-arrière-grands-parents du tsar Pierre III (d'où la suite des empereurs de Russie) ;
  - leur fille Christine-Madeleine de Deux-Ponts-Cleebourg assure par sa postérité Holstein-Gottorp la succession suédoise à partir de 1751 et jusqu'en 1818, avec son arrière-petit-fils Adolphe-Frédéric ;
- Gustave (12 juin 1587 – 4 décembre 1587) ;
- Marie (18 décembre 1588 – 24 avril 1589).

Veuf, Charles se remarie le 27 août 1592 avec la princesse Christine de Holstein-Gottorp (1573 – 1625), fille du duc Adolphe de Holstein-Gottorp et de Christine de Hesse. Quatre enfants sont nés de cette union :
- Gustave II Adolphe (1594 – 1632), roi de Suède, père de la reine Christine (1626-1689 ; reine en 1632-1654 : abdique) ;
- Marie-Élisabeth (1596 – 1618), épouse en 1612 son cousin le duc Jean d'Ostergötland ;
- Christine (26 novembre 1598 – 25 mai 1599) ;
- Charles-Philippe (1601 – 1622).

Remarque : les Holstein-Gottorp, qui interviennent dans les postérités royales suédoises venues des deux lits de Charles IX Vasa, descendent tous d'Adolphe de Holstein-Gottorp, cité plus haut, fils cadet de Frédéric Ier de Danemark, lui-même fils cadet de Christian Ier de Danemark (de la Maison d'Oldenbourg ; roi de Danemark en 1448, roi de Norvège en 1450, roi de Suède en 1457), lui-même issu des anciens rois de Danemark ou de Norvège, mais aussi des anciens rois de Suède, notamment par le roi Valdemar de Suède puis les Holstein, ou encore par le roi Magnus III ci-dessous (grand-père d'Euphémia de Suède, grand-mère de Gerhard VI de Holstein, lui-même grand-père du roi Christian Ier (cf. l'article Erik Magnusson de Suède). Par ailleurs, Adolphe de Holstein-Gottorp était le mari de Christine de Hesse, fille de l'électeur Philippe le Magnanime, dont la mère Anne de Mecklembourg-Schwerin descendait aussi des anciens rois de Suède (cf. Magnus III < son fils cadet Erik Magnusson < Euphémia de Suède x Albert II de Mecklembourg < Magnus Ier de Mecklembourg < Jean IV < Henri IV < Magnus II < Anne de Mecklembourg-Schwerin x Guillaume II de Hesse < Philippe le Magnanime).
Charles a également un fils naturel avec sa maîtresse Karin Nilsdotter :
- Carl Carlsson Gyllenhielm (4 mars 1574 – 17 mars 1650).

## Titres et honneurs

### Titulature
- 4 octobre 1550 – 29 septembre 1560 : Son Altesse royale le Prince Charles de Suède.
- 29 septembre 1560 – 22 mars 1604 : Son Altesse royale le Prince Charles de Suède, duc de Södermanland, Närke et de Värmland.
- 22 mars 1604 – 30 octobre 1611 : Sa majesté le roi de Suède.

### Armes
À la mort de son père le roi Gustave Ier Vasa en 1560, le prince Charles hérite des duchés de Södermanland, Närke et de Värmland :
| Blason | Blasonnement : Écartelé à la croix pattée d'or, qui est la Croix de Saint-Eric, 1 d'azur à trois couronnes d'or posées 2 et 1 (qui est de Suède moderne) ; 2 d'azur, à trois barres ondées d'argent, au lion couronné d'or armé et lampassé de gueules, brochant sur le tout (qui est de Suède ancien) ; 3 en pointe d'or à un griffon de sable, armé et lampassé de gueules qui est de Södermanland ; 4 de gueules, à deux dards d'or, pointés d'argent, passés en sautoir, accompagnés de quatre roses d'argent, boutonnées et pointées d'or qui est de Närke enté en pointe d'argent à un aigle éployé de sable membrée, becquée, armée et languée de gueules qui est de (ancien blasonnement) de Värmland sur-le-tout parti tranché d'azur et de gueules à la banche d'argent et à la gerbe d'or brochant sur le tout qui est de Vasa,. |

## Mémoire
Une statue de Charles IX domine la place Kungsportsplatsen dans le centre historique de la ville de Göteborg.

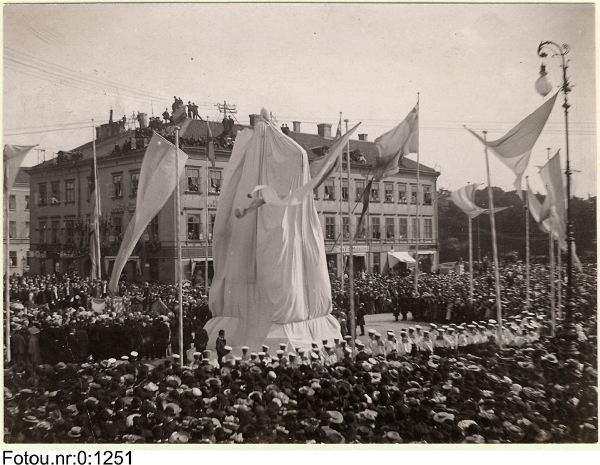
Inauguration de la statue à Göteborg en 1904.
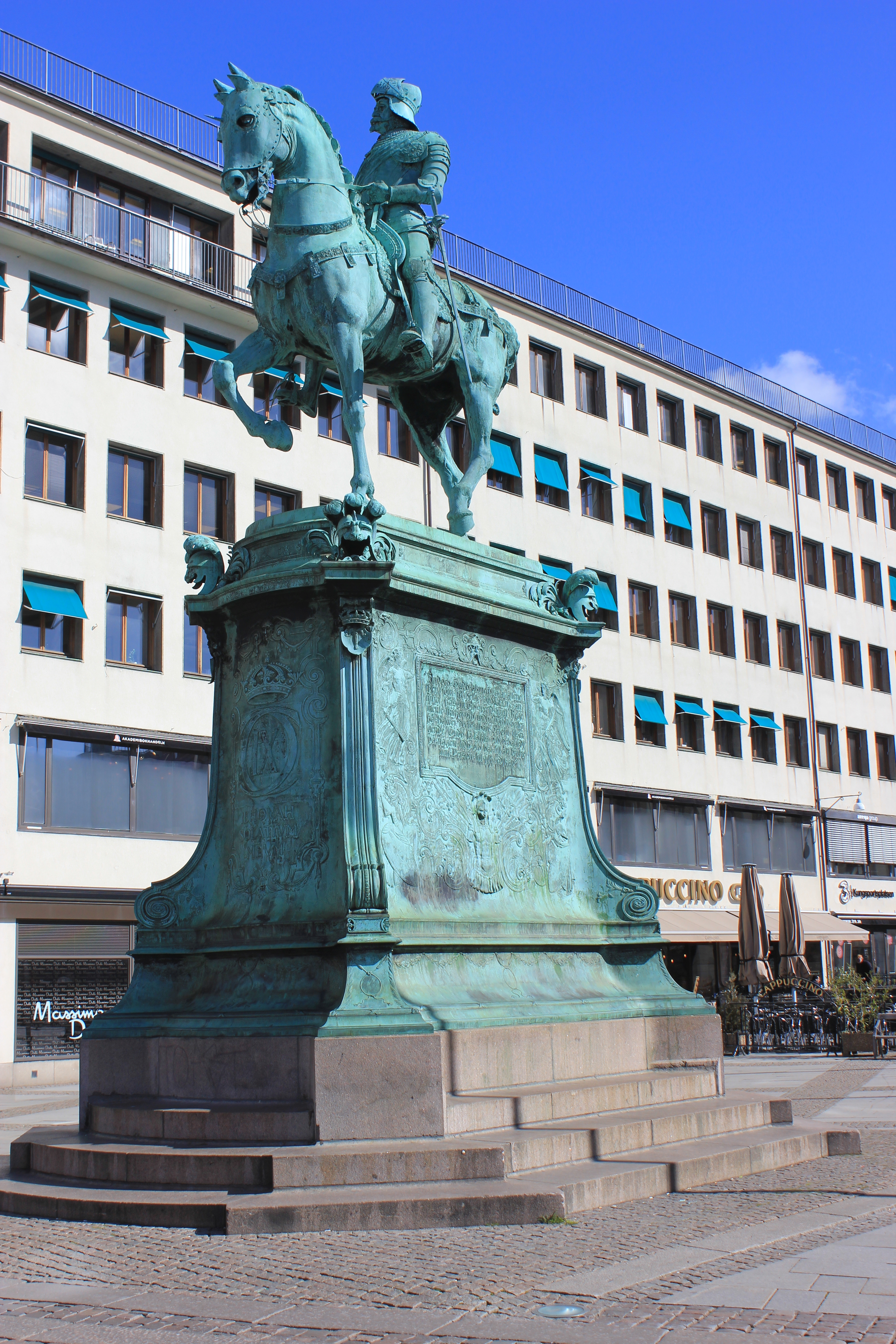
Statue à Göteborg en 2017.
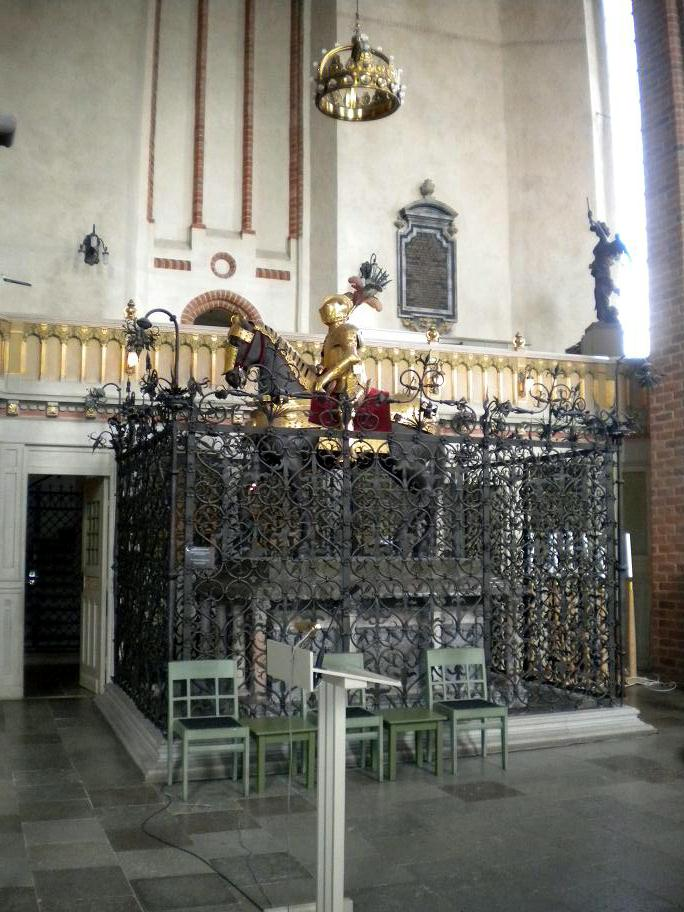
Tombeau de Charles IX.
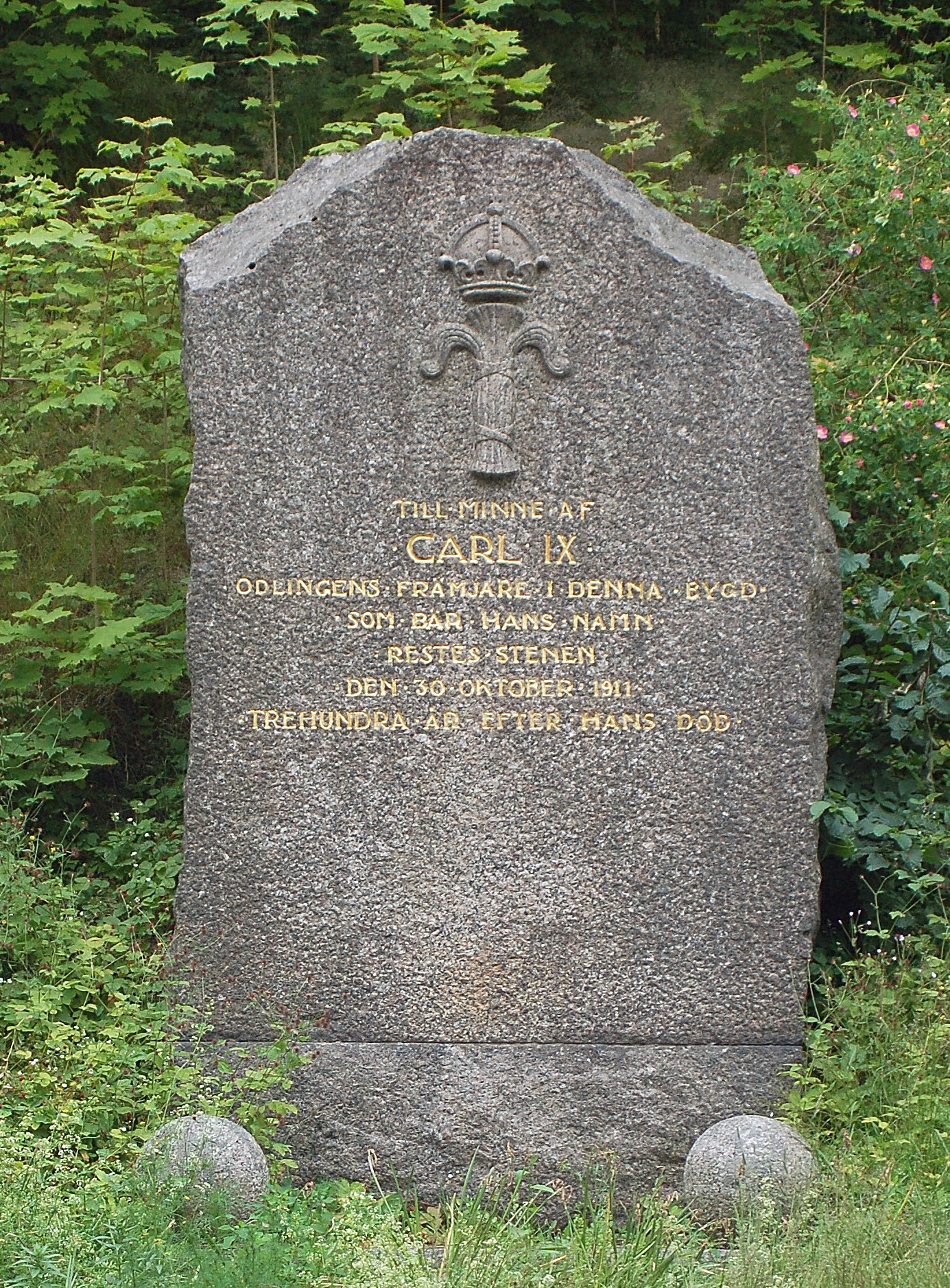
Stèle érigée pour le tricentenaire de la mort de Charles IX.
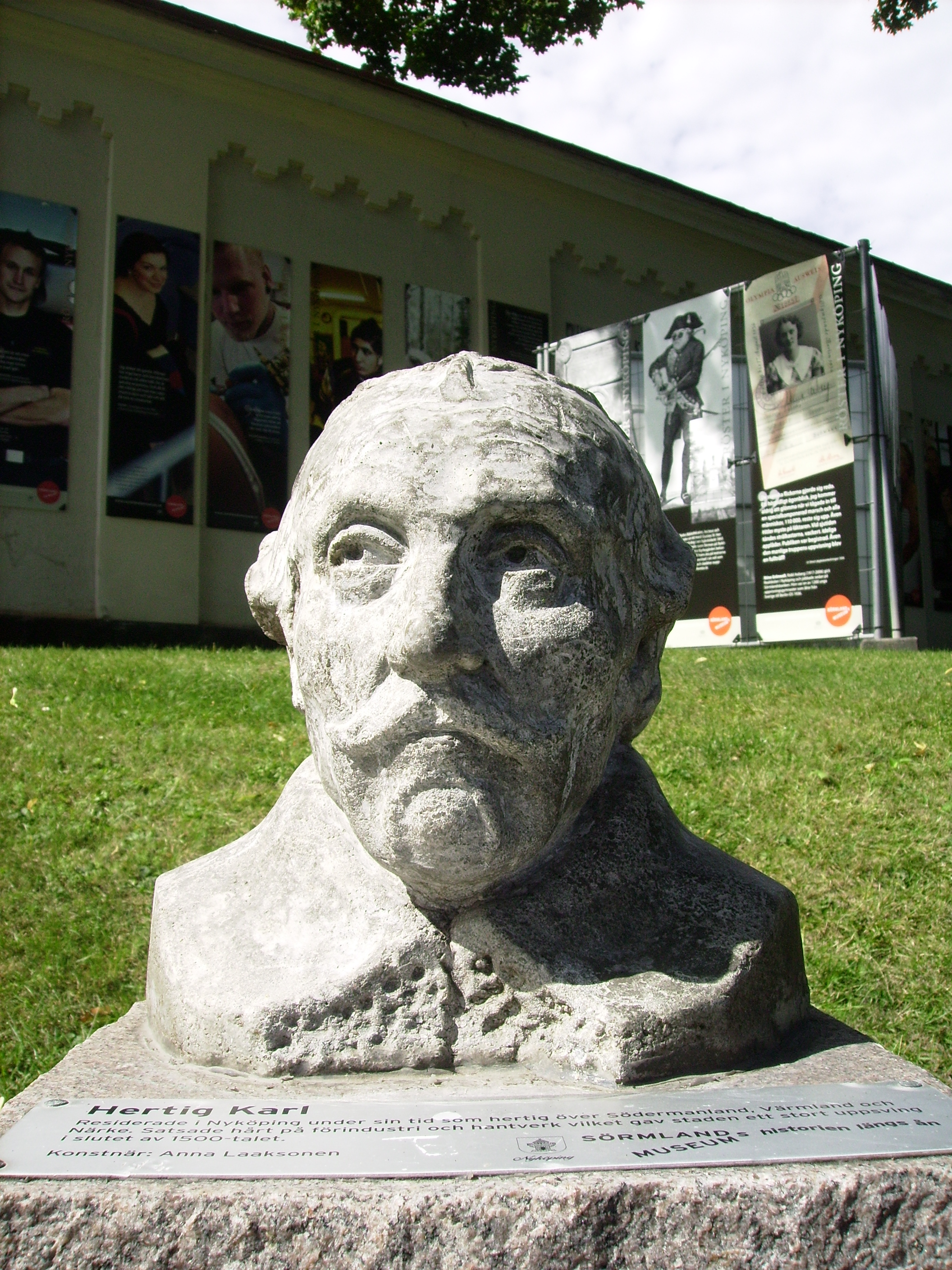
Buste en pierre installé à Nyköping.